# Almenara de Adaja
Almenara de Adaja es un municipio y localidad española de la provincia de Valladolid, en la comunidad autónoma de Castilla y León. El término municipal tiene una población de 22 habitantes (INE 2024).

## Toponimia
El término Almenara proviene del árabe المنارة (al-manāra), «el faro» o «la atalaya».

## Geografía
Se sitúa a 53 km de la capital provincial y está incluida en la comarca de Tierra de Pinares, limitando con la provincia de Segovia. Se encuentra a 773 m sobre el nivel del mar. Por el oeste del municipio discurre el río Adaja, que procedente de la Tierra de Arévalo avanza hacia el río Duero. El municipio tiene una superficie de 17,16 km².
| Noroeste: Olmedo | Norte: Bocigas | Noreste: Fuente-Olmedo        |
| Oeste: Ataquines |                | Este: Fuente de Santa Cruz    |
| Suroeste: Puras  | Sur: Puras     | Sureste: Fuente de Santa Cruz |

## Historia
Hasta la reforma de la nomenclatura municipal de 1916 el municipio se llamaba simplemente Almenara. En dicha fecha su nombre fue modificado por el de Almenara de Adaja.

## Demografía
Cuenta con una población de 22 habitantes (INE 2024).

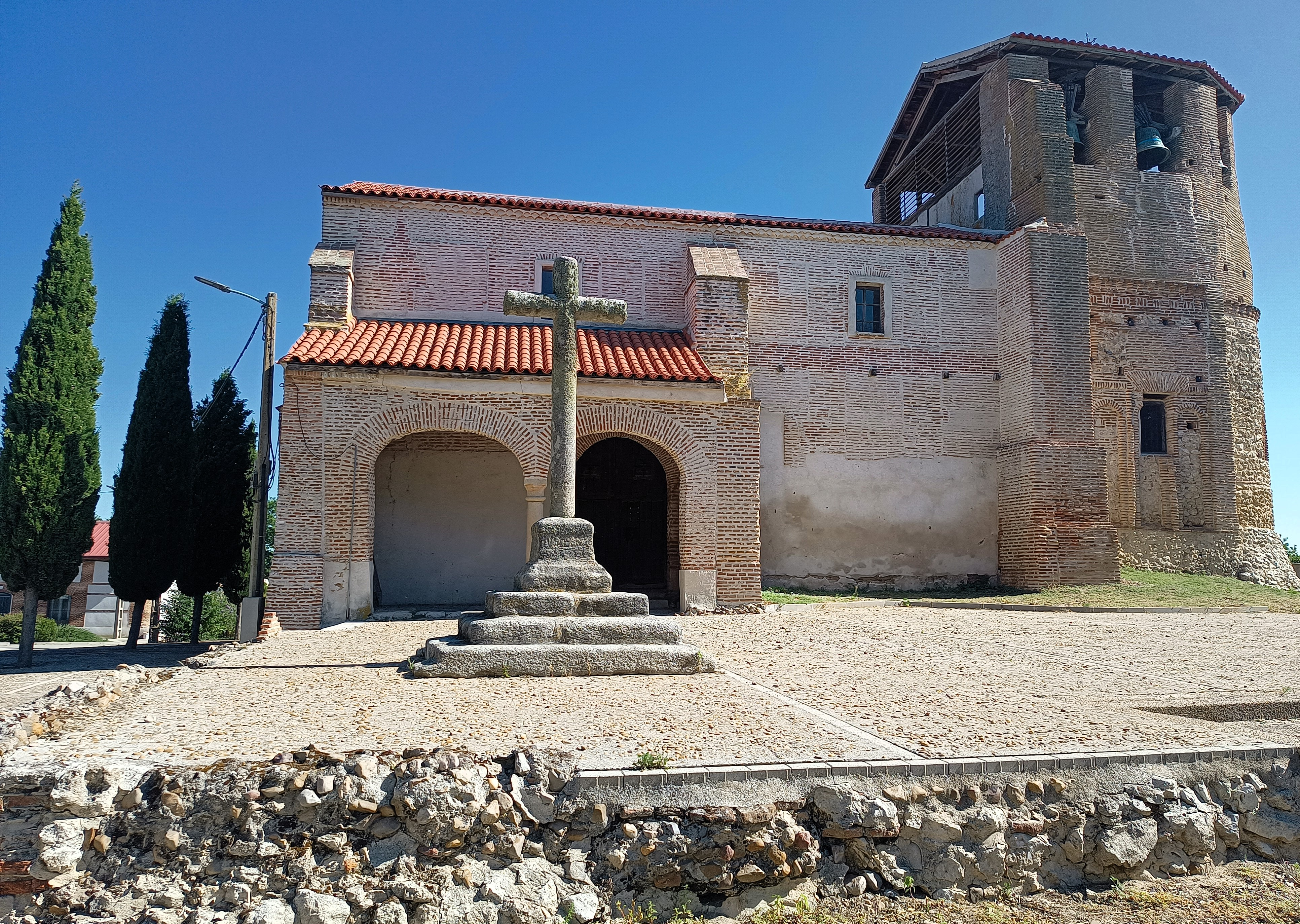
Iglesia de la Asunción de Nuestra Señora

| Gráfica de evolución demográfica de Almenara de Adaja entre 1842 y 2021 |
| |
| Población de derecho según los censos de población del INE Población de hecho según los censos de población del INEEn estos censos se denominaba Almenara: 1842, 1857, 1860, 1877, 1887, 1897, 1900 y 1910 |

| 1900 | 1910 | 1920 | 1930 | 1940 | 1950 | 1960 | 1970 | 1981 | 1991 |
| 209  | 224  | 266  | 259  | 208  | 205  | 127  | 92   | 50   | 36   |

| 36                   | 33 | 26 | 32 | 29 | 27 | 25 | 23 |
| (Fuente: www.ine.es) |    |    |    |    |    |    |    |

## Patrimonio
En su término municipal, compartiendo con un pequeño rincón del municipio de Puras, se halla la villa romana de Almenara-Puras, del siglo IV. Es un yacimiento arqueológico bien estudiado y estructurado por arqueólogos e historiadores de la Universidad de Valladolid, bajo el patrocinio de la Diputación vallisoletana. El complejo ofrece además un museo didáctico sobre villas romanas y una casa de reciente construcción que imita a una casa cualquiera de una villa romana de esa época.